# Galinsoga quadriradiata
Espèce
Galinsoga quadriradiata, le Galinsoge cilié (ou velu), est une espèce de plante à fleurs de la famille des Asteraceae, originaire d'Amérique du Sud et introduite et naturalisée dans de nombreux pays du monde. 
Comme Galinsoga parviflora, c'est une adventice cosmopolite qui est parfois consommée comme légume. 

## Nomenclature et étymologie
L’espèce a été décrite et nommée Galinsoga quadriradiata par les botanistes espagnols Ruiz et Pavon en 1789 dans Systema Vegetabilium Florae Peruvianae et Chilensis 1: 198–199. Sous le règne de Charles III, trois expéditions botaniques eurent lieu vers le Nouveau Monde. Ruiz et Pavon participent à la première expédition ayant eu lieu entre 1777 et 1788, pour étudier la flore du Pérou et du Chili.
Le nom de genre Galinsoga est dédié à Mariano Martinez Galinsoga, directeur du Jardin botanique royal de Madrid au XVIIIe siècle. Ce genre fut créé en 1794 par Ruiz et Pavon dans l’édition de 1794 de Florae Peruvianae, et Chilensis Prodromus 110, pl. 24.
L’épithète spécifique quadriradiata est un emprunt au latin signifiant « quatre rayons » en référence au fruit sec de section quadrangulaire.
Son nom espagnol est Pacunga pequeña.

## Synonymes
Plants of the World Online mentionne 31 synonymes (mais non valides) de Galinsoga quadriradiata dont ceux-ci:
- Galinsoga ciliata Rafinesque
- Galinsoga ciliata (Rafinesque) S.F. Blake
- Galinsoga aristulata Bicknell
- Galinsoga caracasana (DC.) Sch.Bip.
- Galinsoga plikeri Giacom.

## Description

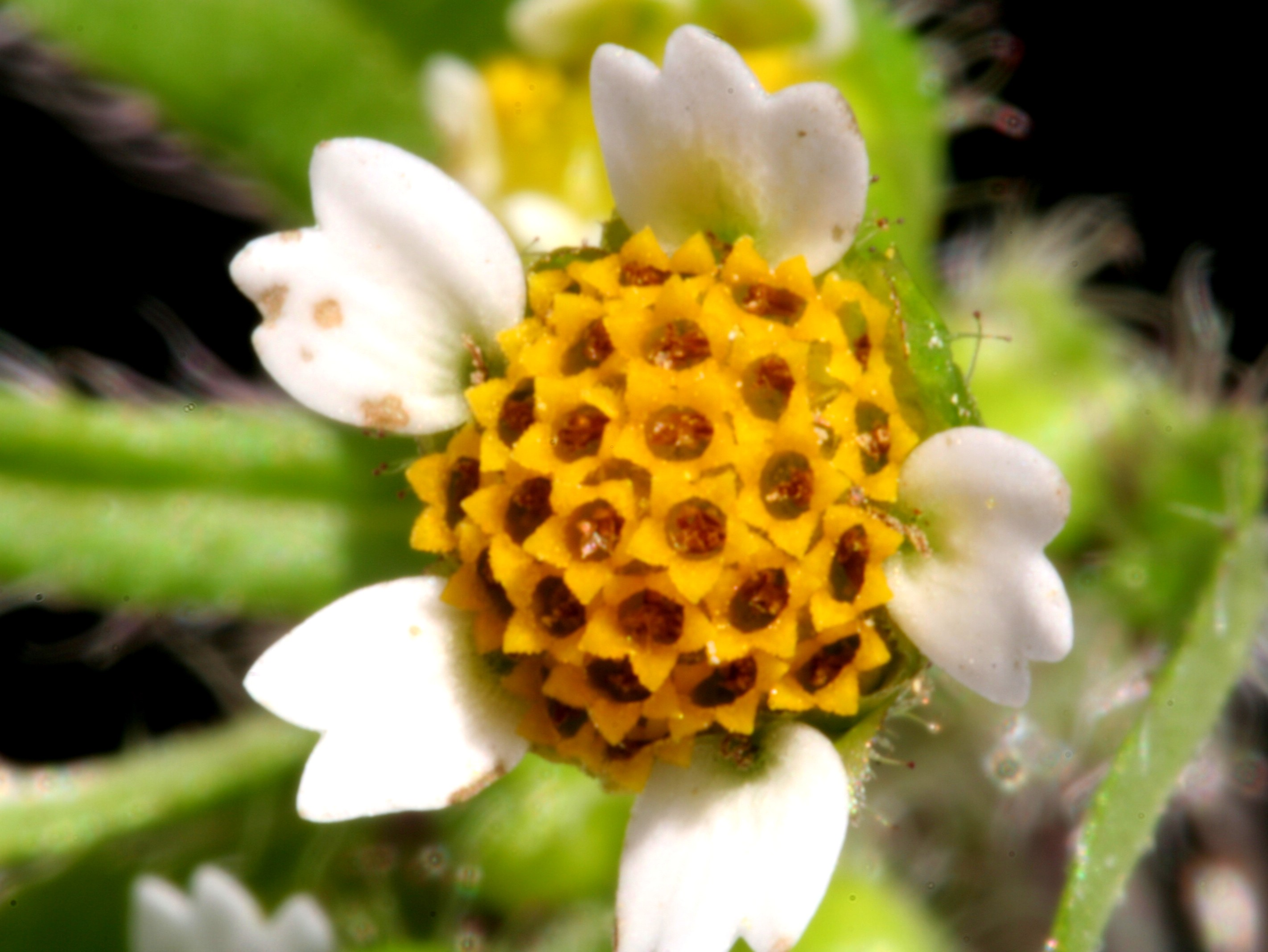
Capitule, fleurons centraux jaunes, fleurons périphérique avec ligule blanche.

### Appareil végétatif
Galinsoga quadriradiata est une plante herbacée annuelle de 10 à 70 cm de hauteur présentant une tige souvent ramifiée et velue, surtout dans la partie sommitale. Les feuilles sont à disposition opposée, de forme ovale ou triangulaire, à marge dentée, et velues sur leurs deux faces. Le limbe mesure 20–60 mm de long sur 15–45 mm de large.
Cette espèce est beaucoup plus poilue que Galinsoga parviflora.

### Appareil reproducteur

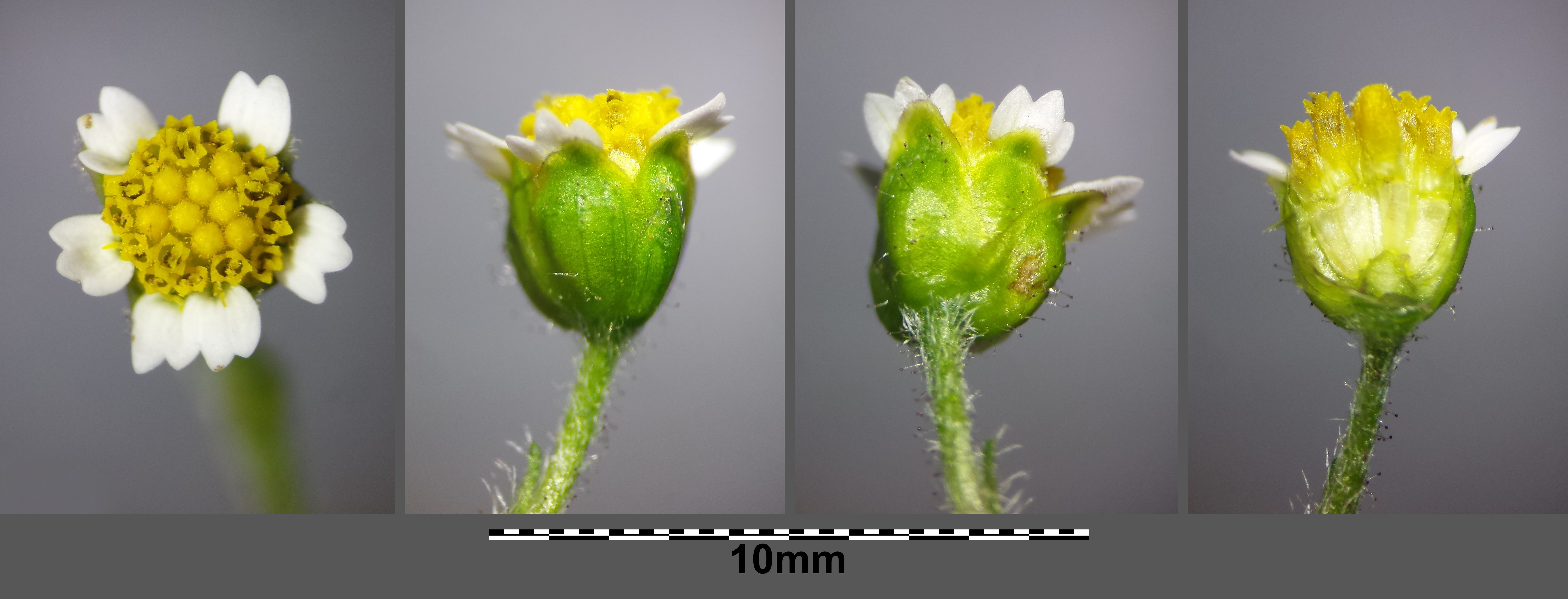
Capitule: les ligules blanches de la périphérie font au moins la moitié du diamètre du disque.

Les « fleurs » sont en fait des capitules isolés de 6 à 7 mm de diamètre, apparaissant au bout des tiges florales et à pédoncule et involucre velus. Les fleurons centraux tubulaires sont jaunes, nombreux, alors que les fleurons périphériques sont en général au nombre de 5 (de 4 à 8), ligulés, blancs, à ligule courte et découpée en (deux ou) trois dents arrondies. Les bractées de l’involucre sont décidues.
Le fruit est un akène noirâtre, de forme pyramidale allongée à section quadrangulaire, portant à la base une aigrette de poils jaunâtres ou blanchâtres. Chaque akène mesure 0,5 mm d'épaisseur pour entre 1,2 et 1,6 mm de longueur.
Cette espèce allotétraploïde a 32 chromosomes (2n = 4x = 32).

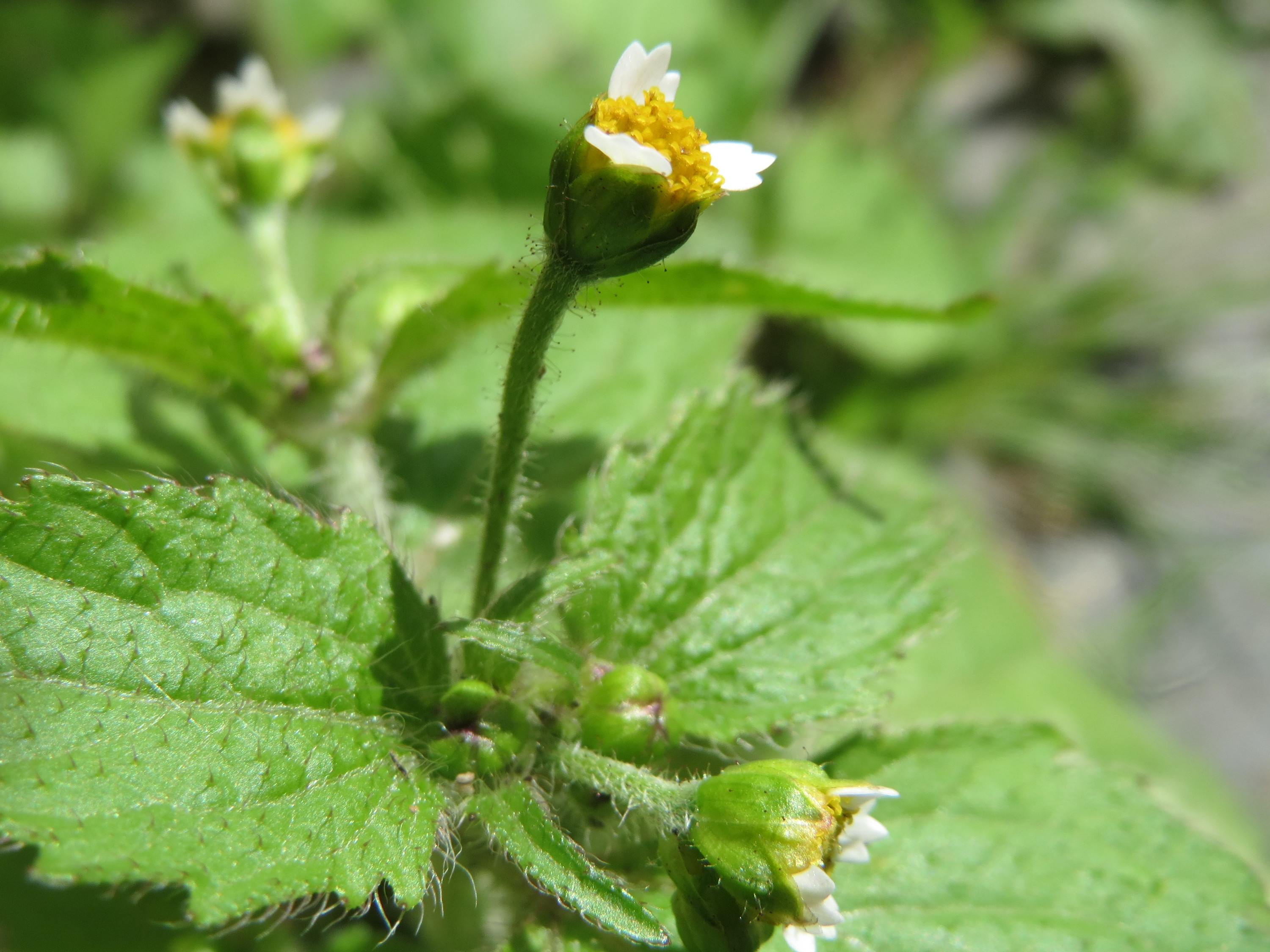
G. quadriradiata.
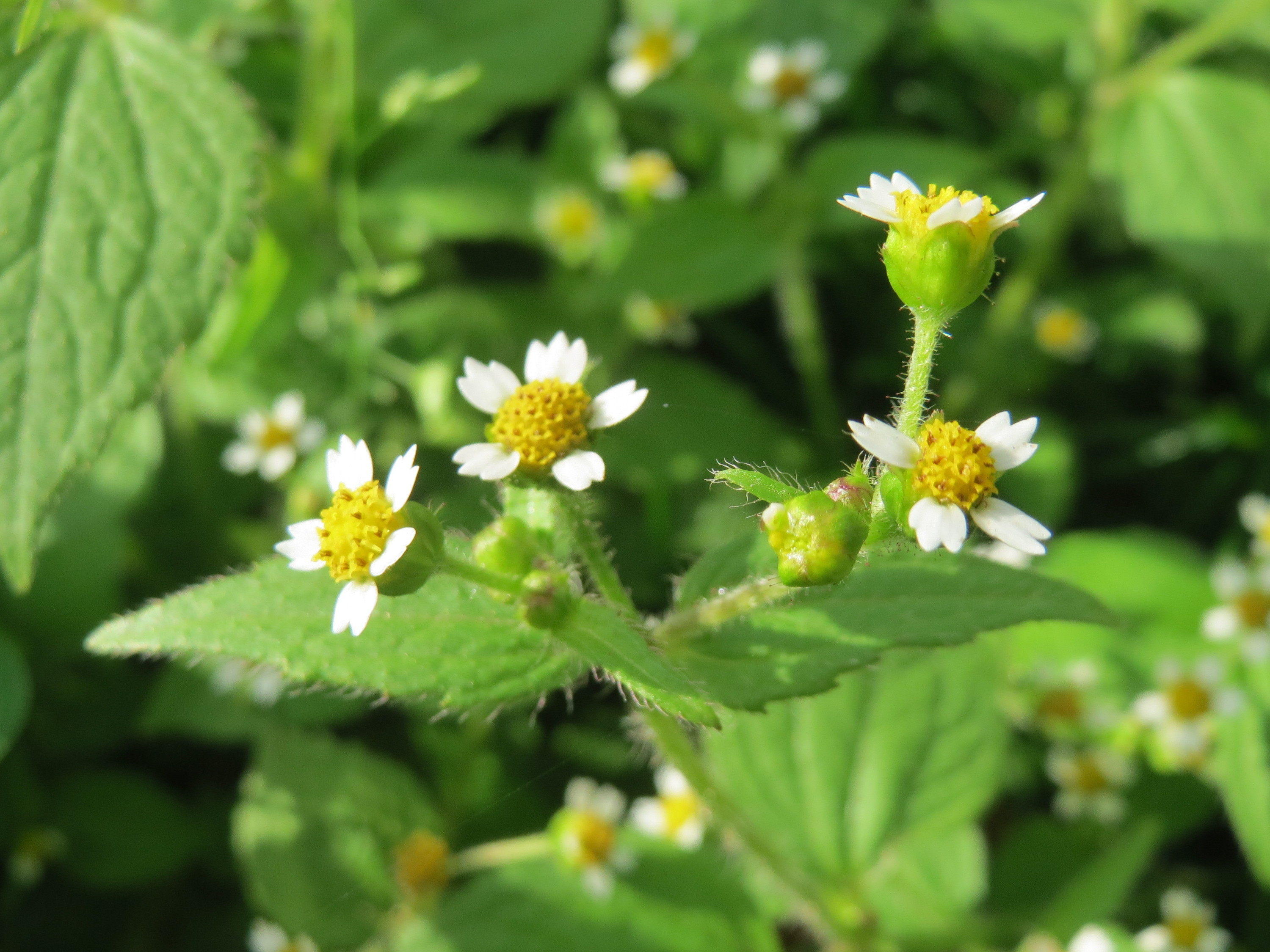
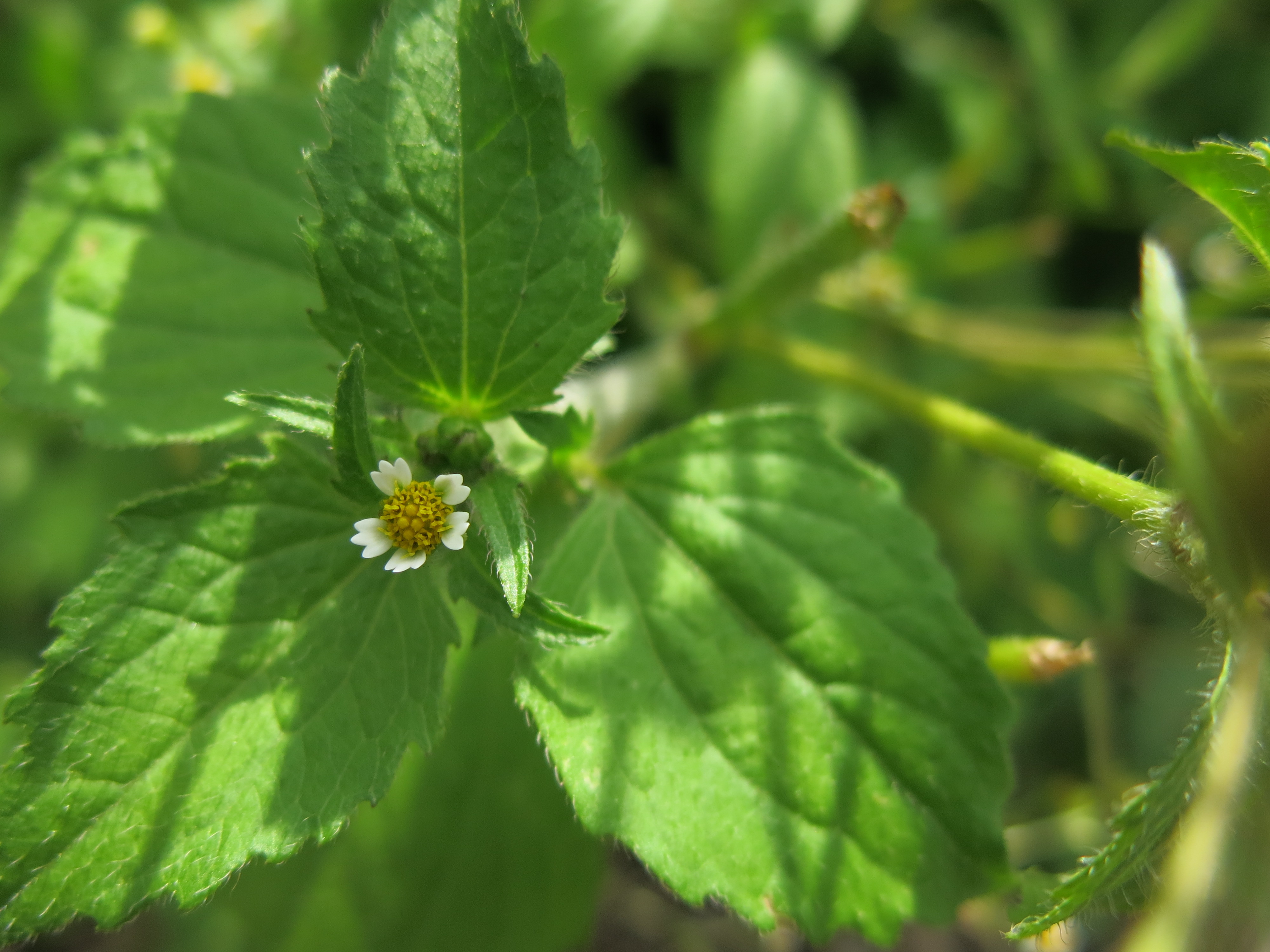

## Distribution et habitat

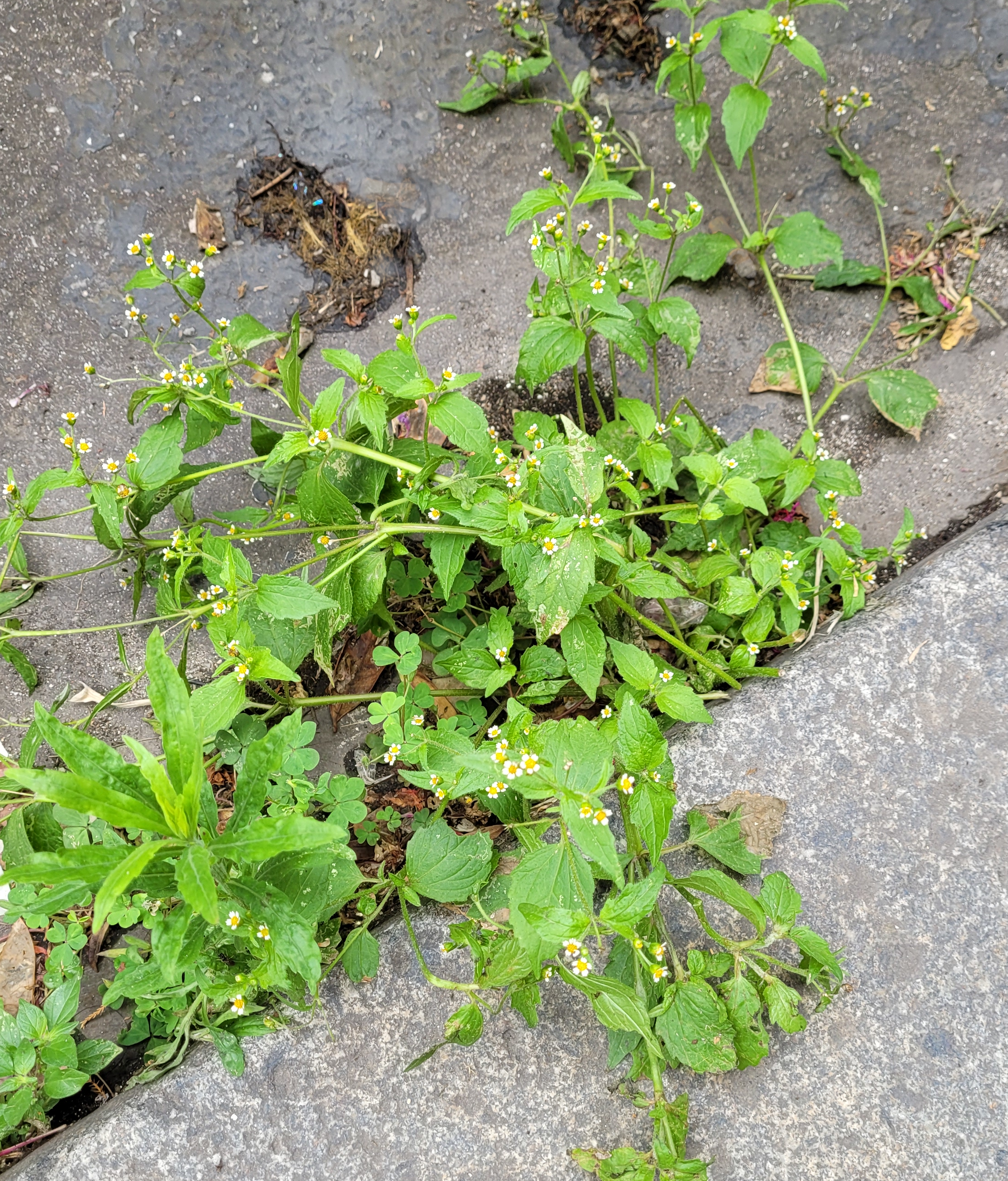
Spécimen dans le caniveau de la rue de la Clef, à Paris, en juin 2022.

Selon Plants of the World Online, Galinsoga quadriradiata est originaire du Mexique, d’Amérique centrale, et d’une partie de l'Amérique du Sud (Bolivie, Colombie, Équateur, Pérou, Venezuela,...).
L’espèce a été introduite dans de nombreuses régions d’Amérique du Nord, d’Afrique, de l’Europe, et d’Asie (Himalaya, Chine de l’Est, Japon, Corée, Vietnam, Malaisie).
Galinsoga quadriradiata est répandue dans presque toutes les régions chaudes (tropicales et tempérées) du monde. C'est une  rudérale et adventice, qui pousse souvent en mélange avec l'espèce Galinsoga parviflora, également originaire d'Amérique du Sud et très proche morphologiquement et écologiquement.
Les deux espèces du genre Galinsoga parviflora et G. quadriradiata ont été introduites en Europe à partir de la fin XIXe siècle. Elles ont peu a peu colonisé les espaces cultivés et fait leur entrée dans les villes en s’installant dans les jardins. On les trouve sous les plantations mais aussi sur les trottoirs au pied des arbres et des murs, comme à Paris.
Bien qu'introduite plus récemment (au XXe siècle) en Europe, cette espèce est devenue plus fréquente que G. parviflora.

## Utilisation
Plante comestible, sa saveur rappelle celle des topinambours ou de l'artichaut. Utilisée en cuisine, elle est accommodée comme les épinards ou en soupe.